# بي. جاي كوهن
بي. جاي كوهن (بالإنجليزية: B. J. Cohen)‏ هو لاعب كرة قدم أمريكية أمريكي، ولد في 10 يونيو 1975 في Conley, Georgia ‏ في الولايات المتحدة.